# جون جي. بيري
جون جي. بيري (بالإنجليزية: John G. Perry)‏ هو مغني بريطاني، ولد في 19 يناير 1947 في أوبورن في الولايات المتحدة.

## وصلات خارجية
- جون جي. بيري على موقع ميوزك برينز (الإنجليزية)
- جون جي. بيري على موقع أول ميوزيك (الإنجليزية)
- جون جي. بيري على موقع ديسكوغز (الإنجليزية)